# Krasiński-Kodex
Der Krasiński-Kodex (auch Kras 52 oder Manuscript No. 52) ist eine polnische Handschrift aus dem 15. Jahrhundert mit theologischen Texten und polyphoner Musik. Er gilt als eine der wichtigsten Quellen für die polnische Mehrstimmigkeit des 15. Jahrhunderts und eines der bedeutendsten erhaltenen musikalischen Denkmale Polens
Der Kodex umfasst 206 Blätter auf Papier mit den Maßen 30,4 × 22 cm. Die Notation der musikalischen Stücke erfolgt in schwarzer Mensuralnotation. Heute befindet sich das Manuskript unter der Signatur rps III 8054 in der Biblioteka Narodowa in Warschau.  

## Inhalt
Das Manuskript besteht aus zwei Teilen:  
1. Theologische Texte: Enthält Predigten, Traktate und eine 1455 datierte Abschrift der Gesta Romanorum, die vermutlich von Piotr von Kazimierz geschrieben wurde.
2. Musikalische Kompositionen: Umfasst 36 polyphone Werke aus der ersten Hälfte des 15. Jahrhunderts. Dazu gehören sieben Stücke von Mikołaj von Radom, darunter zwei Gloria-Credo-Zyklen, ein Magnificat im Fauxbourdon-Stil und zwei Balladen. Die Sammlung enthält zudem Werke von Johannes Ciconia, Etienne Grossin und Antonio Zacharias von Teramo, wodurch sie einen Beitrag europäischen Ranges zur Ars nova-Tradition darstellt.

## Geschichte
Der Kodex entstand vermutlich zwischen 1430 und 1455 im Umfeld von Mikołaj von Radom. Das Papier stammt aus Norditalien (datiert 1436–1440), was auf eine enge Verbindung zur italienischen Musikkultur hindeuten könnte.  
Aus unbekannter Provenienz stammend, gehörte das Manuskript zunächst zur Sammlung des Mäzens Konstanty Świdziński (1793–1855) und gelangte nach dessen Tod in die Krasiński-Bibliothek. Während des Zweiten Weltkriegs wurde es von den Nationalsozialisten geraubt und galt als verschollen, bis Karol Estreicher (der Jüngere) es 1948 in der Bayerischen Staatsbibliothek wiederentdeckte. Es entging durch seine Entwendung möglicherweise dem Schicksal jenes Großteils der Bibliotheksbestände Warschaus, die 1944 der Verbrennung durch deutsche Soldaten zum Opfer fielen.